# Dessewffy László
Cserneki és tarkeői gróf Dessewffy László (? – Nagyszombat, 1826. január 9.) katolikus pap.

## Élete
Az esztergomi érsekmegye kanonokja és a pozsonyi érseki könyvtár őre, gróf Dessewffy Ferenc Mária francia tábornok fia volt.

## Munkái
- Eloge funebre de tres-haut, tres-puissant, tres excellent prince, Alexandre Leopold, archiduc ďAutriche, palatin ďHongrie. Vienne, 1795. (Német fordításban is, Uo. 1795.)
- Justa solennia quae principi Alexandri Leopoldo archiduci Austriae regni Hungariae palatino peregit… In latinum transtulit Leopoldus e lib. baron. Schaffrath. Pestini, 1796.
- Vers son altesse royale monseigneur ľarchiduc Charles ŕ son passage ŕ Tyrnau le 17 aout 1803. Hely n.
- Complement pour le premier jour de ľan 1804 ŕ son excell. monsieur le comte Joseph Brunswik de Korompa du royaume de Hongrie compte supreme du comitat de Csongrád. Hely n.
- Oraison funébre de tres excellente personne Marie Therese Caroline Josephine imperatrice ďAutriche, Reine de Hongrie et de Boheme. Presbourg, 1807.
- Supremus honor Josepho e comitibus de Battyan perpetuo in Németh Ujvar, ecclesiae metropolitanae Strigoniensis archiepiscopo… H. és év n.
- Vers composés pour le jour de naissance de s. e. madame le comtesse de Brunsvik. Korompa 28 Juin 1812. Tyrnau.
- Carmen vindicatae nuper victricibus foederatorum Europae principum ad Lipsiam copiis Germaniae. Budae, 1813.
- Divertissement. A ľoccasion du mariage de monsieur le comte Hermann de Chotek avec mademoiselle le comtesse Henriette de Brunsvik, célébré ŕ Korompa le juin 1813. ŕ Bude.
- Epithalame. Pour le mariage de monsieur le comte Hermann de Chotek… avec mselle le comtesse Henriette de Brunsvik, célébré ŕ Korompa le… juin 1813. Uo.